# La Venta, Huaquechula
La Venta är en ort i Mexiko.   Den ligger i kommunen Huaquechula och delstaten Puebla, i den sydöstra delen av landet, 100 km sydost om huvudstaden Mexico City. La Venta ligger 1 577 meter över havet och antalet invånare är 315.
Terrängen runt La Venta är varierad, och sluttar söderut. Runt La Venta är det ganska tätbefolkat, med 139 invånare per kvadratkilometer. Närmaste större samhälle är Atlixco, 17,4 km norr om La Venta. Omgivningarna runt La Venta är en mosaik av jordbruksmark och naturlig växtlighet.